# Teo Ducci
Teodoro Ducci (Budapest, 12 agosto 1913 – 12 novembre 2002) è stato un superstite dell'Olocausto ungherese naturalizzato italiano, membro di rilievo dell'Associazione Nazionale ex Deportati Politici.

## Biografia
Teodoro, detto Teo, nasce a Budapest in Ungheria in una famiglia ebraica; i genitori sono Rodolfo Ducci e Luisa Hoffman. I Ducci, che si erano trasferiti dalla nazione d'origine all'Italia e più precisamente a Padova, vengono catturati l'11 febbraio 1944 a Firenze. 
Teo e il padre Rodolfo vengono condotti al carcere maschile delle Murate e vi resteranno per qualche mese. Saranno poi condotti al campo di Fossoli e, da lì, deportati al campo di concentramento di Auschwitz il 5 aprile 1944. 
Il padre Rodolfo sarà ucciso all'arrivo, il 10 aprile 1944, mentre Teodoro rimarrà nel campo per quasi un anno: gli sarà assegnato il numero di matricola 180025. 
Ducci sarà poi trasferito e giungerà in data 29 gennaio 1945 a Mauthausen dove rimarrà fino alla liberazione da parte degli americani, che avverrà il 5 maggio 1945.
Ducci stesso descrive questo momento nel suo libro Un tallèt ad Auschwitz con le seguenti parole: Io ricado sul mio materasso, esausto, incredulo, incapace di formulare un pensiero. Eppure mi rendo conto che è giunta l'ora lungamente sognata. È finita. A Mauthausen sono arrivati gli americani. È il 5 maggio 1945..
Nel Dopoguerra, Ducci racconterà la sua esperienza in diversi libri e pubblicazioni, affinché non se ne perda memoria. Sarà inoltre un membro particolarmente attivo dell'Associazione Nazionale ex Deportati Politici di cui è stato fondatore e vicepresidente della sezione di Milano.

## Pubblicazioni
- Teo Ducci (A cura di), Bibliografia della deportazione nei campi nazisti, Mursia, 1997, ISBN 88-425-2222-8
- Teo Ducci, In memoria della deportazione: opere di architetti italiani, Mazzotta, 1997, ISBN 88-202-1224-2
- Teo Ducci (A cura di), Scavando nella memoria. 10 note tematiche, ANED - Provincia di Milano, 1998
- Teo Ducci, Un tallèt ad Auschwitz, Giuntina, 2000, ISBN 88-8057-106-0